# Marilyn Jones
Marilyn Jones OBE, född i Newcastle, New South Wales, Australien 17 februari, 1940, är en australiensisk ballerina och balettlärare. Hon har beskrivits som "the greatest classical dancer Australia has produced" (ungefär "den största klassiska dansösen från Australien").
Jones började dansa vid fyra års ålder och fick ett stipendium till Royal Ballet School i London när hon var sexton. Året efter upptogs hon på skolan och blev prima ballerina när hon var 21. Hon dansade balett i Monte Carlo och turnerade i USA innan hon återvände till Australien. Hon var en av grundarna av Australian Ballet i Melbourne år 1962 och undervisade på Nationalteaterns balettskola och var balettmästare på Australian Ballet från 1979 till 1982.
År 2015 upptogs hon i dansens hall of fame.